# 北海道中頓別農業高等学校
北海道中頓別農業高等学校（ほっかいどう なかとんべつのうぎょうこうとうがっこう、Hokkaido Nakatonbetsu  Agricultural High School）は、かつて北海道枝幸郡中頓別町上駒にあった公立農業高等学校。

## 設置学科
- 酪農・生活科

## 沿革
- 1950年（昭和25年） - 北海道稚内高等学校の中頓別分校として開校。
- 1951年（昭和26年） - 北海道中頓別高等学校として独立。
- 1978年（昭和53年） - 道立移管、北海道中頓別農業高等学校と改称。
- 2006年（平成18年） - 新入学生の募集停止。
- 2008年（平成20年） - 閉校。

## 現況
2010年（平成22年）春に建物は体育館を残しすべて解体され、跡形もなくなっている。